# Panoplosaurus
A Panoplosaurus (jelentése 'teljesen páncélozott gyík') a nodosaurida dinoszauruszok egyik neme. A család egyik legutolsó tagjaként a késő kréta korban, a mai Észak-Amerika területén élt; a fosszíliáit a kanadai Albertában fedezték fel.

## Felfedezés és elnevezés
Az első fosszíliára 1917-ben Charles M. Sternberg talált rá a Little Sandhill Creek közelében levő 8-as lelőhelyen. A típusfaj, a Panoplosaurus mirus nevét Lawrence Lambe alkotta meg 1919-ben. A nem neve a görög παν / pan ('teljesen') és ὅπλον / hoplon ('páncélzat') szavak összetételéből származik. A latin fajnév jelentése 'csodálatos'.

## Anatómia
A holotípus, a CMN 2759 katalógusszámú lelet a Dinosaur Park-formációból, a késő campaniai alkorszakból, 76 millió évvel ezelőttről származik. Ez egy majdnem teljes koponya az állkapoccsal, a nyakcsigolyákkal, a hátcsigolyák egy részével és néhány bordával együtt. A csontos lemezek vagy bőrcsontok egy része is megőrződött. Később két nagyobb példány is előkerült, melyekhez szintén tartozik koponya, emellett pedig információval szolgálnak a vállövről és a mellső lábakról is. Ezek katalógusszáma: ROM 1215 és RTMP 83.25.2.
A Panoplosaurus 5–7 méter hosszú, nagyjából 2 méter magas és megközelítőleg 1,5–3,5 tonna tömegű volt. Még a nodosauridák között is erősnek számító páncélzatot viselt, amihez valószínűleg a hátat és a farkat fedő, átlós sávokban elhelyezett apró dudorokkal teli lemezek tartoztak, bár a farka végén valószínűleg hiányzott az ankylosauridákra jellemző buzogány. A nyakat, a vállakat és a mellső lábakat nagyobb, párosával elhelyezett ovális csontlemezek borították. Az ovális lemezek külső oldalából egy feltűnő, lekerekített taraj állt ki. Az egyéb nodosauridákra jellemző válltüskékkel nem rendelkezett. A fejpáncél egyetlen tömör sisakszerű pajzzsá forrt össze; e lemezek felszíne csomós volt. A bőrcsontok a pofát is lefedték.
A koponya rövid volt és hátul kiszélesedett. A holotípus példány különösen kerek fejjel rendelkezett; a másik két koponya hosszabb és laposabb volt, feltehetően a korbeli vagy a két ivar közti különbségek miatt. Az állatot az aránylag keskeny pofa feltehetően az alacsony növényzet elérésében segítette, és azt jelzi, hogy előnyben részesítette a tápanyagban gazdag élelmet. Bár a hollócsőr gyenge volt és nem forrt össze a lapockával, a mellső lábak súlyosak voltak és nagy izomkapcsolódási pontokkal rendelkeztek, ami arra utal, hogy az állat meglepően jól manőverezett, talán képes volt a modern orrszarvúfélékhez hasonló védelmi rohamok végrehajtására is. A kéz feltehetően három ujjban végződött. A csípő rövid keresztcsonti bordákkal ellátott négy keresztcsonti csigolyához kapcsolódott.

## Osztályozás
Az eredetileg az Ankylosauridae családhoz kapcsolt Panoplosaurust jelenleg az ugyanebből a formációból származó Edmontonia közeli rokonaként a Nodosauridae tagjának tekintik. 1971-ben Walter Coombs az Edmontonia fajaira Panoplosaurus (Edmontonia) longiceps és Panoplosaurus (Edmontonia) rugosidens néven még a Panoplosaurus alnemeként hivatkozott, de ezt hosszú távon nem fogadták el.

## Fordítás
Ez a szócikk részben vagy egészben a Panoplosaurus című angol Wikipédia-szócikk ezen változatának fordításán alapul.  Az eredeti cikk szerkesztőit annak laptörténete sorolja fel. Ez a jelzés csupán a megfogalmazás eredetét és a szerzői jogokat jelzi, nem szolgál a cikkben szereplő információk forrásmegjelöléseként.